# Socha krále Sedžonga
Socha krále Sedžonga Velikého je monumentální dominantou na náměstí Kwanghwamun v centru Soulu, blízko královského paláce Kjongbokkung. Pomník byl postaven na počest krále Sedžonga Velikého, 4. panovníka z dynastie Čoson, který je jednou z nejvýznamnějších postav korejských dějin. Samotný pomník se sochou je považován za jednu z hlavních pamětihodností města Soulu.

## Vznik sochy
Socha byla vytvořena jako součást přestavby této části hlavního korejského města, kdy v centru vznikl nový veřejný prostor, náměstí zvané plaza Gwanghwamun, které je v ose palácového komplexu Kjongbokkung. Socha krále Sedžonga byla navržena Kim Jong-wonem, profesorem modelování a řezbářství na Hongik University. Původní plány zahrnovaly využití a přesun Sedžongovy sochy z palácového komplexu Toksugung. Avšak po veřejné diskuzi a výzkumech názorů Soulanů i expertů bylo rozhodnuto vytvořit novou sochu. Na návrh sochy byla vyhlášena soutěž mezi umělci, které doporučily příslušné univerzity a Korean Fine Arts Association.
Nová socha byla navržena jako sedící, ale poblíž jiné starší sochy stojícího admirála I Sun-sina, která je vzdálená jen 250m více do města. Obě sochy jsou však dostatečně monumentální na to, aby se navzájem nezastiňovaly.

## Socha
Socha krále Sedžonga byla velkolepě odhalena až dva měsíce po otevření náměstí Kwanghwamun 9. října 2009 během slavnosti, které se zúčastnil i prezident republiky I Mjong-bak, různí vládní představitelé. Datum bylo vybráno speciálně, neboť to bylo na tzv. Den hangulu – 563. výročí vytvoření korejské abecedy králem Sedžongem. Socha i s podstavcem je 6,2 metrů vysoká a váží 20tun. Na její výrobu bylo potřeba bronzu z 32 milionů desetiwonových mincí.  Král sedí na slavnostním křesle a má jednu ruku položenou na knize a druhou rukou kyne lidem. Boční strany podstavce jsou popsány písmeny hangul. V prostoru před sochou je malý model armilární sféry,sluneční hodiny a srážkoměr, tedy předměty, jejichž vynalezení počátkem 15. století v Koreji je tradičně připisováno králi. Král je tradičně spojován především s vytvořením korejské abecedy, ale přízvisko veliký získal i kvůli jeho vynálezům a opatřením, které měly vést ke zlepšení života Korejců v mnoha oblastech. Kromě vytvoření jednoduššího písma, tzv. Hangul, což zvyšovalo korejskou nezávislost, sám král rozhodl o sepsání knihy o zemědělství – Nongsa jikseol, která popisovala nové metody intenzívního zemědělství a jejich vhodnosti v různých částech země, zabýval se i literaturou, podporoval vědu a technologie, propagoval také konfuciánství.

### Výstava
V suterénu pod sochou je v malém muzeu výstava nazvaná Sejong’s Story, kde jsou poutavou formou popsány informace ze Sedžongova života a z období jeho vlády. Kromě vytvoření písma je zmiňována i znalost muzikologie, neboť vytvořil jeongganbo, druh notového zápisu. Předvedeny jsou i znalosti astronomie a přístroje vynalezené v Koreji v Sedžongově době, jako je astroláb či armilární sféra. Součástí výstavy jsou i zbraně pocházející z té doby – například singijeon – korejský odpalovač šípů.